# Rebels (àlbum)
Rebels és el disc en anglès de la banda mexicana RBD. El seu primer single va ser Tu amor, composta per Diane Warren, guanyadora del Grammy. Rebels va ser tret al públic el 19 de desembre de 2006, i va arribar a Espanya a l'estiu del 2007.